# 克弗灵
克弗灵是德国巴伐利亚州的一个市镇。总面积5.28平方公里，总人口2407人，其中男性1225人，女性1182人（2011年12月31日），人口密度456人/平方公里。